# Lijst van fractievoorzitters van PvdA in de Eerste Kamer
Hieronder staat een lijst van fractievoorzitters van PvdA in de Eerste Kamer.

## Fractievoorzitters
| Fractievoorzitter               | Fractievoorzitter                                | Fractievoorzitter                   | Termijn       | Periode |
| ------------------------------- | ------------------------------------------------ | ----------------------------------- | ------------- | ------- |
| M.A. (Marius) Reinalda          | M.A. (Marius) Reinalda (1888–1965)               | 9 februari 1946 – 18 maart 1947     | 1937–1946     |         |
| M.A. (Marius) Reinalda          | M.A. (Marius) Reinalda (1888–1965)               | 9 februari 1946 – 18 maart 1947     | 1946–1948     |         |
| J. (Jo) van de Kieft            | J. (Jo) van de Kieft (1884–1970)                 | 18 maart 1947 – 15 juli 1952        |               |         |
| J. (Jo) van de Kieft            | J. (Jo) van de Kieft (1884–1970)                 | 18 maart 1947 – 15 juli 1952        | 1948–1951     |         |
| J. (Jo) van de Kieft            | J. (Jo) van de Kieft (1884–1970)                 | 18 maart 1947 – 15 juli 1952        | 1951–1952     |         |
| C. (Kees) Woudenberg            | C. (Kees) Woudenberg (1883–1954)                 | 15 juli 1952 – 2 september 1952     | 1952–1955     |         |
| J. (Joris) in 't Veld           | mr.dr. J. (Joris) in 't Veld (1895–1981)         | 2 september 1952 – 15 november 1960 | 1952–1955     |         |
| J. (Joris) in 't Veld           | mr.dr. J. (Joris) in 't Veld (1895–1981)         | 2 september 1952 – 15 november 1960 | 1955–1956     |         |
| J. (Joris) in 't Veld           | mr.dr. J. (Joris) in 't Veld (1895–1981)         | 2 september 1952 – 15 november 1960 | 1956 (1)      |         |
| J. (Joris) in 't Veld           | mr.dr. J. (Joris) in 't Veld (1895–1981)         | 2 september 1952 – 15 november 1960 | 1956 (2)–1960 |         |
| J. (Joris) in 't Veld           | mr.dr. J. (Joris) in 't Veld (1895–1981)         | 2 september 1952 – 15 november 1960 | 1960–1963     |         |
| H. (Hein) Vos                   | ir. H. (Hein) Vos (1903–1972)                    | 15 november 1960 – 5 maart 1968     |               |         |
| H. (Hein) Vos                   | ir. H. (Hein) Vos (1903–1972)                    | 15 november 1960 – 5 maart 1968     | 1963–1966     |         |
| H. (Hein) Vos                   | ir. H. (Hein) Vos (1903–1972)                    | 15 november 1960 – 5 maart 1968     | 1966–1969     |         |
| M. (Maarten) de Niet Gerritzoon | mr. M. (Maarten) de Niet Gerritzoon (1904–1978)  | 5 maart 1968 – 7 oktober 1968       |               |         |
| J.B. (Jan) Broeksz              | J.B. (Jan) Broeksz (1906–1980)                   | 7 oktober 1968 – 16 september 1975  |               |         |
| J.B. (Jan) Broeksz              | J.B. (Jan) Broeksz (1906–1980)                   | 7 oktober 1968 – 16 september 1975  | 1969–1971     |         |
| J.B. (Jan) Broeksz              | J.B. (Jan) Broeksz (1906–1980)                   | 7 oktober 1968 – 16 september 1975  | 1971–1974     |         |
| J.B. (Jan) Broeksz              | J.B. (Jan) Broeksz (1906–1980)                   | 7 oktober 1968 – 16 september 1975  | 1974–1977     |         |
| A.R. (Anne) Vermeer             | drs. A.R. (Anne) Vermeer (1916–2018)             | 16 september 1975 – 23 juni 1987    |               |         |
| A.R. (Anne) Vermeer             | drs. A.R. (Anne) Vermeer (1916–2018)             | 16 september 1975 – 23 juni 1987    | 1977–1980     |         |
| A.R. (Anne) Vermeer             | drs. A.R. (Anne) Vermeer (1916–2018)             | 16 september 1975 – 23 juni 1987    | 1980–1981     |         |
| A.R. (Anne) Vermeer             | drs. A.R. (Anne) Vermeer (1916–2018)             | 16 september 1975 – 23 juni 1987    | 1981–1983     |         |
| A.R. (Anne) Vermeer             | drs. A.R. (Anne) Vermeer (1916–2018)             | 16 september 1975 – 23 juni 1987    | 1983–1986     |         |
| A.R. (Anne) Vermeer             | drs. A.R. (Anne) Vermeer (1916–2018)             | 16 september 1975 – 23 juni 1987    | 1986–1987     |         |
|                                 | drs. G.J.J. (Ger) Schinck (1944)                 | 23 juni 1987 – 13 juni 1995         | 1987–1991     |         |
| 1991–1995                       | drs. G.J.J. (Ger) Schinck (1944)                 | 23 juni 1987 – 13 juni 1995         |               |         |
|                                 | dr. J.Th.J. (Joop) van den Berg (1941)           | 13 juni 1995 – 1 augustus 1996      | 1995–1999     |         |
| M.J. (Job) Cohen                | mr.dr. M.J. (Job) Cohen (1947)                   | 1 augustus 1996 – 3 augustus 1998   | 1995–1999     |         |
|                                 | drs. M.F. (Ria) Jaarsma (1942–2023)              | 3 augustus 1998 – 8 juni 1999       | 1995–1999     |         |
|                                 | dr. G. (Geertje) Lycklama à Nijeholt (1938–2014) | 8 juni 1999 – 10 juni 2003          | 1999–2003     |         |
| J. (Johan) Stekelenburg         | J. (Johan) Stekelenburg (1941–2003)              | 10 juni 2003 – 22 september 2003    | 2003–2007     |         |
| Vacant                          |                                                  |                                     | 2003–2007     |         |
| H.C.P. (Han) Noten              | drs. H.C.P. (Han) Noten (1958)                   | 11 november 2003 – 7 juni 2011      | 2003–2007     |         |
| H.C.P. (Han) Noten              | drs. H.C.P. (Han) Noten (1958)                   | 11 november 2003 – 7 juni 2011      | 2007–2011     |         |
| M.A.M. (Marleen) Barth          | drs. M.A.M. (Marleen) Barth (1964)               | 7 juni 2011 – 8 februari 2018       | 2011–2015     |         |
| M.A.M. (Marleen) Barth          | drs. M.A.M. (Marleen) Barth (1964)               | 7 juni 2011 – 8 februari 2018       | 2015–2019     |         |
| A. (André) Postema              | drs. A. (André) Postema (1969)                   | 8 februari 2018 – 10 juli 2018      |               |         |
| E.M. (Esther-Mirjam) Sent       | dr. E.M. (Esther-Mirjam) Sent (1967)             | 10 juli 2018 – 11 juni 2019         |               |         |
| M.L. (Mei Li) Vos               | dr. M.L. (Mei Li) Vos (1970)                     | 11 juni 2019 – 13 juni 2023         | 2019–2023     |         |